# Вар (Верхние Альпы)
Вар (фр. Vars, окс. Vars) — коммуна во Франции, находится в регионе Прованс — Альпы — Лазурный Берег. Департамент коммуны — Верхние Альпы. Входит в состав кантона Гийестр. Округ коммуны — Бриансон. Популярный горнолыжный курорт.
Код INSEE коммуны — 05177.

## Население
Население коммуны на 2008 год составляло 606 человек.
| 1962 | 1968 | 1975 | 1982 | 1990 | 1999 | 2008 |
| ---- | ---- | ---- | ---- | ---- | ---- | ---- |
| 245  | 433  | 779  | 897  | 941  | 637  | 606  |

## Экономика
В 2007 году среди 422 человек в трудоспособном возрасте (15—64 лет) 326 были экономически активными, 96 — неактивными (показатель активности — 77,3 %, в 1999 году было 80,5 %). Из 326 активных работали 319 человек (171 человек и 148 женщин), безработных было 7 (3 мужчин и 4 женщины). Среди 96 неактивных 28 человек были учениками или студентами, 32 — пенсионерами, 36 были неактивными по другим причинам.

## Фотогалерея

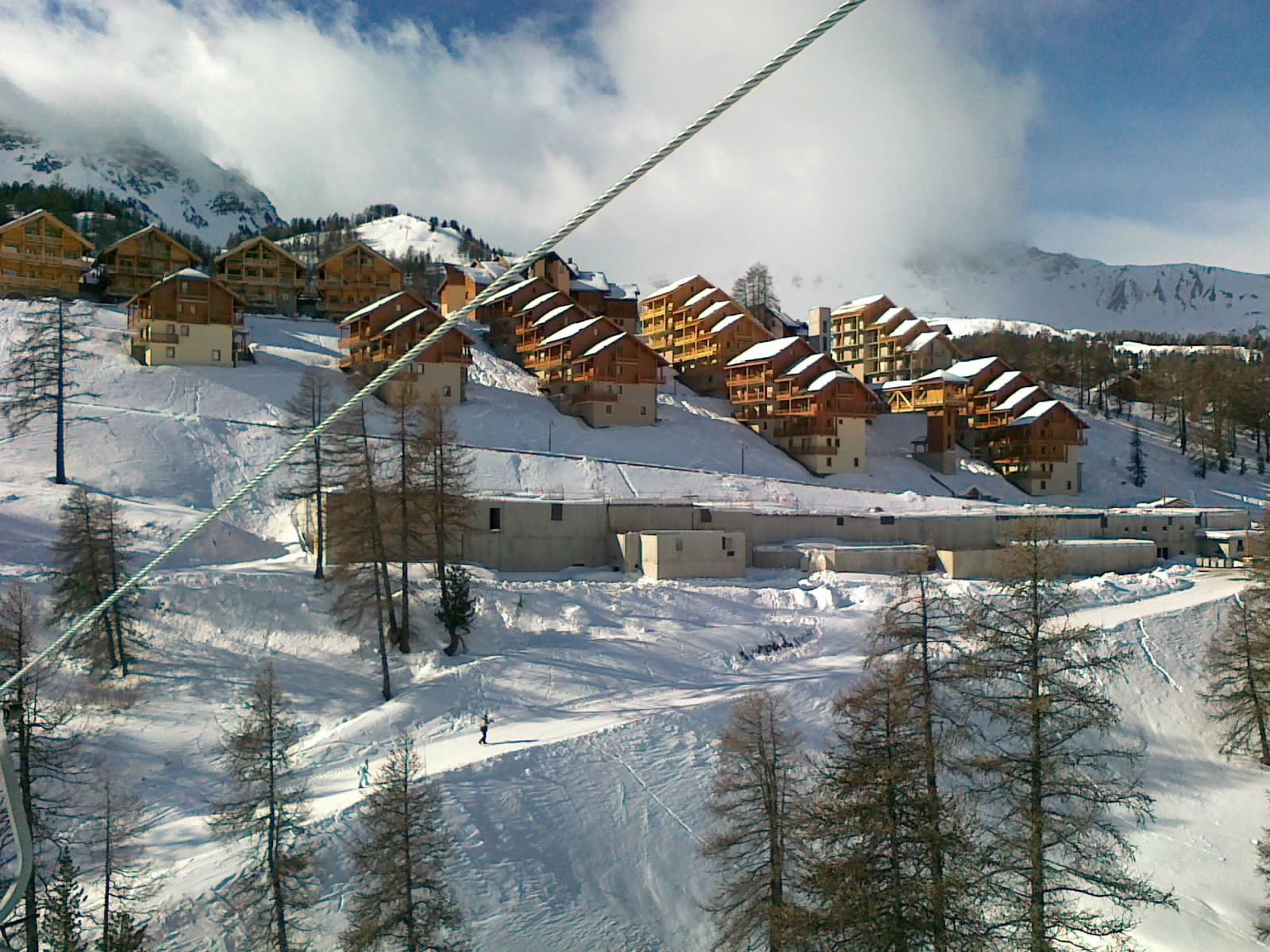
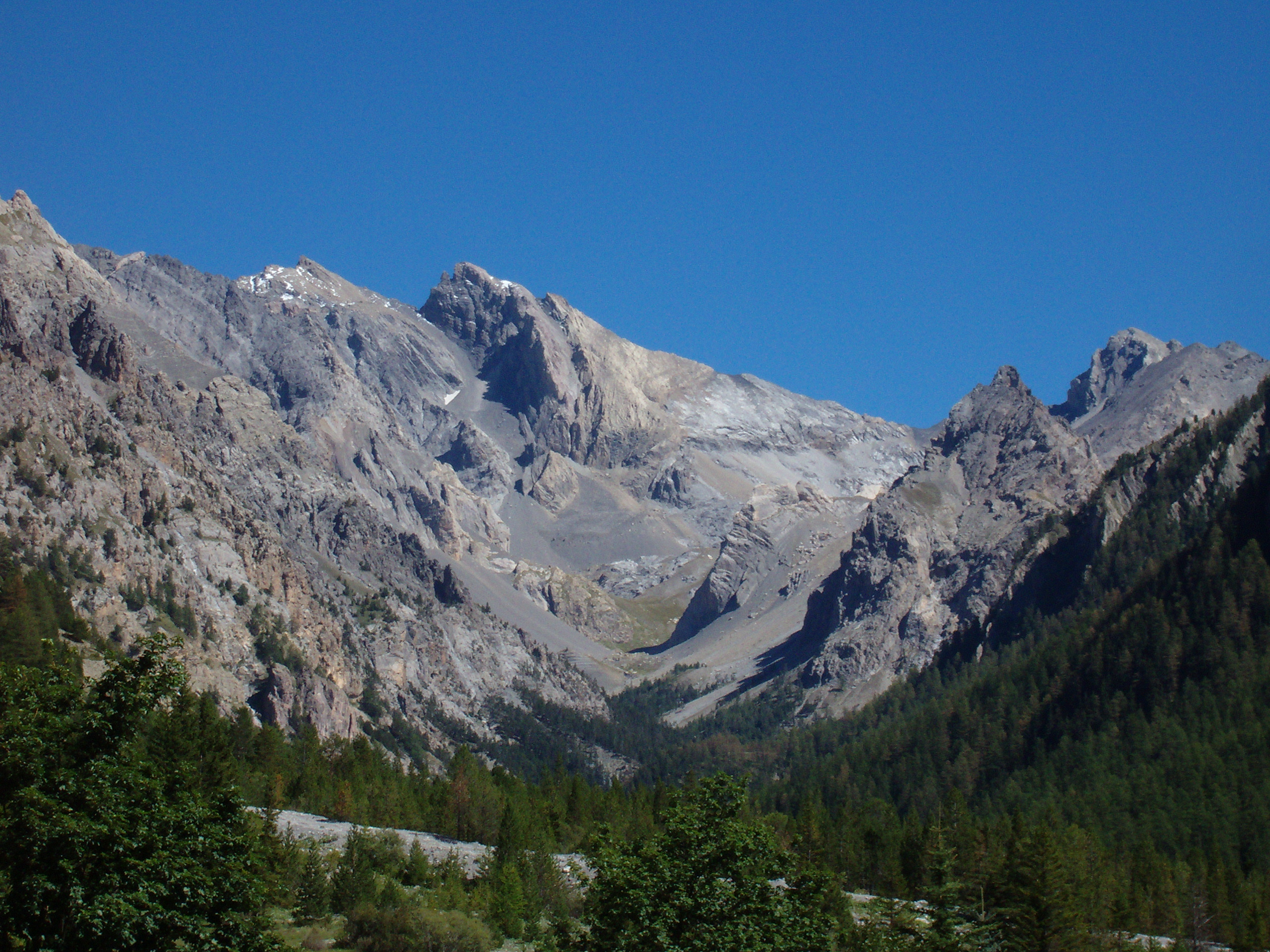
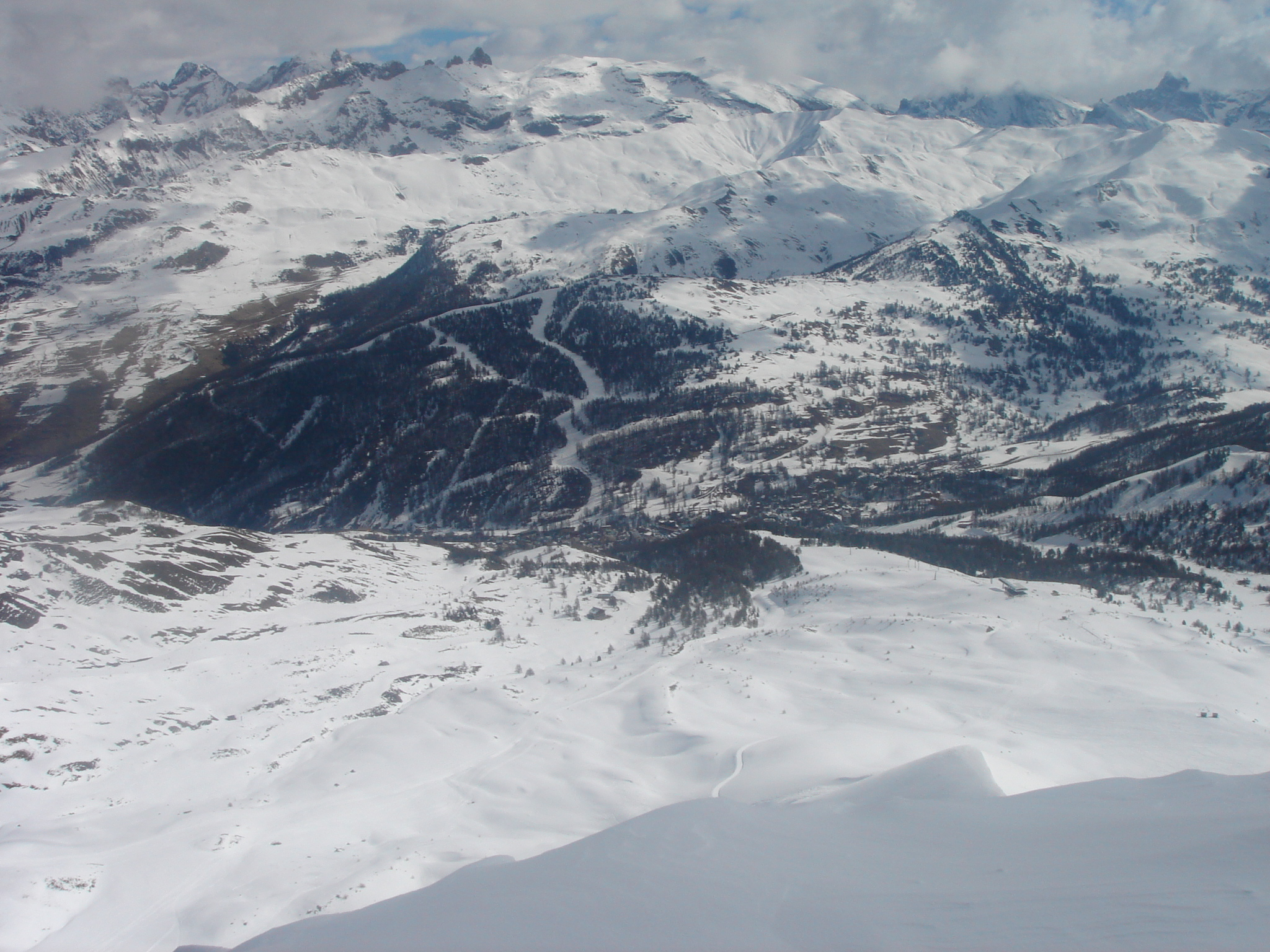